# Orange Bowl (tênis)
Orange Bowl International Tennis Championships, ou simplesmente Orange Bowl, é um tradicionalíssimo torneio juvenil de tênis, sendo um dos 5 torneios deste porte graduados pela Federação Internacional de Tênis com conceito A (o mais alto possível). De 2008 a 2013, o torneio se chamou Dunlop Orange Bowl International Tennis Championships (por motivos de patrocínio), e desde 2014 ele se chama Metropolia Orange Bowl International Tennis Championships (também por motivos de patrocínio).
O torneio foi idealizado por Eddie Herr, e disputado pela primeira vez em 1947, no "Flamingo Tennis Center", na cidade de Miami Beach, Florida. De 1999 a 2010, o torneio foi disputado no "Crandon Park" da cidade de Key Biscayne, na Florida. Desde 2011, ele é disputado no "Frank Veltri Tennis Center", na cidade de Plantation, também na Florida.

## Palmarés

### Torneio de Simples
| Ano  | Masculino Sub-18        | Feminino Sub-18                   | Masculino Sub-16 até 1962, Sub-15 | Feminino Sub-16 até 1962, Sub-15 |
| ---- | ----------------------- | --------------------------------- | --------------------------------- | -------------------------------- |
| 1947 | Lew McMasters           | Joan Johnson                      | Dick Holroyd                      | Joan Woodberry                   |
| 1948 | Tommy Boys              | Elita Ramírez                     | Bobby Sierra                      | Toby Greenberg                   |
| 1949 | Gil Bogley              | Elaine Lewicki                    | Rey Garrido                       | Suzanne Herr                     |
| 1950 | Jacque R. Grigry        | Toby Greenberg                    | Al Harum                          | Meta Schroedel                   |
| 1951 | Sam Giammalva           | Karol Fageros                     | Jerry Moss                        | Leigh Hay                        |
| 1952 | Eddie Rubinoff          | Karol Fageros                     | Esteban Reyes                     | Rose Marie Reyes                 |
| 1953 | Mike Green              | Pat Shaffer                       | Jimmy Skogstad                    | Pat White                        |
| 1954 | Allen Quay              | Marilyn Stock                     | Earl Buchholz Jr.                 | Sandra Lewis                     |
| 1955 | Mike Green              | Mimi Arnold                       | Earl Buchholz Jr.                 | Gwyneth Thomas                   |
| 1956 | Carlos Fernandes        | Mary Ann Mitchell                 | Ray Senkowski                     | Gail DeLozier                    |
| 1957 | Chris Crawford          | Maria Esther Bueno                | Mike Neely                        | Frances Farrar                   |
| 1958 | Ronnie Barnes           | Carol Hanks                       | Clark Graebner                    | Carol Ann Prosen                 |
| 1959 | José Luis Arilla        | Sandy Warshaw                     | Charlie Pasarell                  | Julie Heldman                    |
| 1960 | William Lenoir          | Carole Ann Prosen                 | Mike Belkin                       | Stephanie DeFina                 |
| 1961 | Mike Belkin             | Judy Alvarez                      | Shyam Minotra                     | Stephanie DeFina                 |
| 1962 | Tony Roche              | Stephanie DeFina                  | Bill Harris                       | Peaches Bartkowicz               |
| 1963 | Thomaz Koch             | Peaches Bartkowicz                | Charles Brainard                  | Vicki Holmes                     |
| 1964 | Marcello Lara           | Peaches Bartkowicz                | Zan Guerry                        | Carol Hunter                     |
| 1965 | Ismail El Shafei        | Peaches Bartkowicz                | Mac Claflin                       | Carol Hunter                     |
| 1966 | Manuel Orantes          | Peaches Bartkowicz                | Charles Owens                     | Linda Tuero                      |
| 1967 | Mike Estep              | Patti Hogan                       | Woody Blocher                     | Kazuko Sawamatsu                 |
| 1968 | Richard Stockton        | Patricia Montana                  | Guillermo Vilas                   | Chris Evert                      |
| 1969 | Harold Solomon          | Chris Evert                       | John Whitlinger                   | Laurie Fleming                   |
| 1970 | Harold Solomon          | Chris Evert                       | Billy Martin                      | Sandy Stap                       |
| 1971 | Corrado Barazzutti      | Donna Ganz                        | Björn Borg                        | Jeanne Evert                     |
| 1972 | Björn Borg              | Donna Ganz                        | Hans Gildemeister                 | Robin Tenney                     |
| 1973 | Billy Martin            | Iugoslávia Mima Jaušovec          | Christophe Casa                   | Zenda Liess                      |
| 1974 | Billy Martin            | Lynn Epstein                      | Van Winitsky                      | Zenda Liess                      |
| 1975 | Fernando Luna           | Lynn Epstein                      | Bobby Berger                      | Jennifer Balent                  |
| 1976 | John McEnroe            | Marise Kruger                     | Ivan Lendl                        | Mary Lou Piatek                  |
| 1977 | Ivan Lendl              | Anne Smith                        | Scott Davis                       | Hana Mandlíková                  |
| 1978 | Gabriel Urpi            | Andrea Jaeger                     | Thierry Tulasne                   | Michelle DePalmer                |
| 1979 | Raúl Viver              | Kathleen Horvath                  | Mats Wilander                     | Pamela Casale                    |
| 1980 | Joakim Nyström          | Susan Mascarin                    | Michael Kures                     | Barbara Bramblett                |
| 1981 | Roberto Argüello        | Penny Barg                        | Carlos Chalbalgoity               | Raffaella Reggi                  |
| 1982 | Guy Forget              | Carling Bassett                   | Stefan Edberg                     | Claudia Hernández                |
| 1983 | Kent Carlsson           | Debbie Spence                     | Iugoslávia Bruno Orešar           | Shawn Foltz                      |
| 1984 | Ricky Brown             | Gabriela Sabatini                 | Horst Skoff                       | Mary Joe Fernandez               |
| 1985 | Claudio Pistolesi       | Mary Joe Fernandez                | Arnaud Boetsch                    | Sybille Niox-Château             |
| 1986 | Javier Sánchez          | Patricia Tarabini                 | Jim Courier                       | Alexia Dechaume                  |
| 1987 | Jim Courier             | União Soviética Natalia Zvereva   | Paul Dogger                       | Florencia Labat                  |
| 1988 | Marc Rosset             | Carrie Cunningham                 | Fabrice Santoro                   | Sylvie Sabas                     |
| 1989 | Fernando Meligeni       | Luanne Spadea                     | Juan Garat                        | Svetlana Komleva                 |
| 1990 | Andrei Medvedev         | Pilar Pérez                       | Àlex Corretja                     | Petra Kamstra                    |
| 1991 | Marcelo Charpentier     | União Soviética Elena Likhovtseva | Gonzalo Corrales                  | Andrea Glass                     |
| 1992 | Vincent Spadea          | Barbara Mulej                     | Rene Nicklisch                    | Emanuela Sangiorgi               |
| 1993 | Albert Costa            | Ángeles Montolio                  | Mariano Zabaleta                  | Stephy Halsell                   |
| 1994 | Nicolás Lapentti        | Mariann Ramon                     | Markus Hipfl                      | Nathalie Dechy                   |
| 1995 | Mariano Zabaleta        | Anna Kournikova                   | Dario Sciortino                   | Ana Alcázar                      |
| 1996 | Alberto Martín          | Ana Alcázar                       | Julien Jeanpierre                 | Elena Dementieva                 |
| 1997 | Nicolás Massú           | Tina Pisnik                       | Guillermo Coria                   | Lourdes Domínguez Lino           |
| 1998 | Roger Federer           | Elena Dementieva                  | Tommy Robredo                     | Marta Marrero                    |
| 1999 | Andy Roddick            | María José Martínez Sánchez       | Giovanni Lapentti                 | Raluca Ciochină                  |
| 2000 | Todor Enev              | Vera Zvonareva                    | Brian Dabul                       | Marion Bartoli                   |
| 2001 | Robin Söderling         | Vera Zvonareva                    | Florin Mergea                     | Whitney Deason                   |
| 2002 | Brian Baker             | Vera Dushevina                    | José Luis Muguruza                | Charlène Vanneste                |
| 2003 | Marcos Baghdatis        | Nicole Vaidišová                  | Donald Young                      | Alexa Glatch                     |
| 2004 | Timothy Neilly          | Jessica Kirkland                  | Emiliano Massa                    | Florencia Molinero               |
| 2005 | Robin Roshardt          | Caroline Wozniacki                | Gueorgui Roumenov Payakov         | Oksana Kalashnikova              |
| 2006 | Petru-Alexandru Luncanu | Nikola Hofmanova                  | Grigor Dimitrov                   | Allie Will                       |
| 2007 | Ričardas Berankis       | Michelle Larcher de Brito         | Bernard Tomic                     | Lilly Kimbell                    |
| 2008 | Yuki Bhambri            | Julia Boserup                     | Denis Kudla                       | Chanelle Van Nguyen              |
| 2009 | Gianni Mina             | Gabriela Dabrowski                | Alexios Halebian                  | Breaunna Addison                 |
| 2010 | George Morgan           | Lauren Davis                      | Laurent Lokoli                    | Alexandra Kiick                  |
| 2011 | Dominic Thiem           | Anett Kontaveit                   | Chung Hyeon                       | Erin Routliffe                   |
| 2012 | Laslo Đere              | Ana Konjuh                        | Andrey Rublev                     | Gloria Liang                     |
| 2013 | Frances Tiafoe          | Varvara Flink                     | Chung Yun-seong                   | Charlotte Robillard-Millette     |
| 2014 | Stefan Kozlov           | Sofia Kenin                       | Sam Riffice                       | Bianca Andreescu                 |
| 2015 | Miomir Kecmanović       | Bianca Andreescu                  | Sebastián Báez                    | María Lourdes Carlé              |
| 2016 | Miomir Kecmanović       | Kaja Juvan                        | Steven Sun                        | Katie Volynets                   |
| 2017 | Hugo Gaston             | Whitney Osuigwe                   | Nicholas Ionel                    | Katriin Saar                     |
| 2018 | Otto Virtanen           | Coco Gauff                        | Pablo Llamas Ruiz                 | Madison Sieg                     |
| 2019 | Thiago Agustín Tirante  | Robin Montgomery                  | Daniel Rincón                     | Ashlyn Krueger                   |
| 2020 | Arthur Fils             | Ashlyn Krueger                    | Jonah Braswell                    | Valeria Ray                      |
| 2021 | Adolfo Daniel Vallejo   | Petra Marčinko                    | Quang Duong                       | Kate Kim                         |
| 2022 | Gerard Campana Lee      | Mayu Crossley                     | Naoya Honda                       | Alexis Nguyen                    |

### Torneio de Duplas

#### Masculino Sub-18
| Ano  | Campeões                              | Vice                                 | Placar da Partida Final |
| ---- | ------------------------------------- | ------------------------------------ | ----------------------- |
| 1993 | Sebastian Prieto Jimi Szymanski       | Noam Behr Jamie Delgado              | 0–6, 6–3, 6–3           |
| 1994 | Bobby Kokavec Jocelyn Robichaud       | Nicolas Lapentti Gustavo Kuerten     | 3–6, 6–3, 6–3           |
| 1995 | Kepler Orellana Mariano Zabaleta      | Amir Hadad Harel Levy                | 5–7, 6–4, 6–4           |
| 1996 | Petr Kralert Robin Vik                | Kristian Capalik Miha Gregoric       | 6–4, 6–2                |
| 1997 | Mirko Pehar Lovro Zovko               | Jaroslav Levinsky Kobi Ziv           | 7–6, 7–6                |
| 1998 | Jose De Armas Lovro Zovko             | Simone Amorico Fernando Gonzalez     | 6–3, 6–4                |
| 1999 | Julien Benneteau Nicolas Mahut        | Mardy Fish Joachim Johansson         | 6–3, 6–3                |
| 2000 | Bruno Echagaray Santiago Gonzalez     | Darko Madjarovski Janko Tipsarevic   | 7–5, 2–6, 6–2           |
| 2001 | Philipp Petzschner Simon Stadler      | Maximo Gonzalez Juan Monaco          | 6–2, 7–6(8–6)           |
| 2002 | Scott Oudsema Phillip Simmonds        | Florin Mergea Horia Tecau            | 6–4, 6–4                |
| 2003 | Rafael Arevalo Jamie Cuellar          | Treat Huey Gregor Ouellette          | 7–6(7–5), 6–3           |
| 2004 | Piero Luisi David Navarrete           | Abdullah Maqdes Martin Petersen      | 6–1, 6–4                |
| 2005 | Emiliano Massa Leonardo Mayer         | Marin Cilic Nikola Mektic            | 6–4, 7–6(7–3)           |
| 2006 | Danila Arsenov Roman Jebavy           | Fernando Romboli Nicolas Santos      | 6–2, 6–4                |
| 2007 | Roman Jebavy Vasek Pospisil           | Matt Reid John-Patrick Smith         | 6–4, 4–6, 6–4           |
| 2008 | Devin Britton Jarmere Jenkins         | Yuki Bhambri Chase Buchanan          | 7–6(9–7), 6–2           |
| 2009 | Mikhail Biryukov Alexander Rumyantsev | Pierre-Hugues Herbert Kevin Krawietz | 6–2, 2–6, [10–8]        |
| 2010 | Julien Cagnina Jeroen Vanneste        | Liam Broady Nik Razborsek            | 7–6(8–6), 4–6, [10–5]   |
| 2011 | Liam Broady Joshua Ward-Hibbert       | Robin Kern Dominic Thiem             | 6–4, 6–3                |
| 2012 | Christian Garin Nicolás Jarry         | Lukas Mugevicius Alexander Vasilenko | 6–2, 7–6(7–3)           |
| 2013 | Filippo Baldi Lucas Miedler           | Andrey Rublev Alexander Zverev       | 6–3, 6–7(6–8), [10–8]   |
| 2014 | Stefan Kozlov Michael Mmoh            | Yngseong Chung Seong Chan Hong       | 6–4, 7–6(7–5)           |
| 2015 | Yuta Shimizu Yunosuke Tanaka          | Ergi Kirkin Alexei Popyrin           | 7–5, 7–6(7–2)           |
| 2016 | Toru Horie Yuta Shimizu               | Shinji Hazawa Naoki Tajima           | 6–2, 6–1                |
| 2017 | Tomas Machac Ondrej Styler            | Nicolas Mejia Uisung Park            | 6–4, 6–4                |
| 2018 | Sergey Fomin Gauthier Onclin          | Adrienn Nagy Park So-hyun            |                         |
| 2019 | Mikolaj Lorens Shunsuke Mitsui        | Alexandra Eala Evialina Laskevich    |                         |
| 2020 | Peter Fajta Zsombor Velcz             | Reese Brantmeier Kimmi Hance         |                         |
| 2021 | Edas Butvilas Abedallah Shelbayh      | Petra Marčinko Diana Shnaider        |                         |
| 2022 | Adriano Dzhenev Iliyan Radulov        | Tyra Grant Iva Jovic                 |                         |

#### Feminino Sub-18
- 2011: Victoria Kan & Ganna Poznikhirenko